# 壯鯻屬
壯鯻屬（學名：Pingalla）為日鱸目鯻科的一屬，傳統上歸類於鱸形目。

## 分類
本屬包含3個種：
- 吉氏壯鯻 Pingalla gilberti Whitley, 1955
- 洛氏壯鯻 Pingalla lorentzi (Weber, 1910)
- 米氏壯鯻 Pingalla midgleyi Allen & Merrick, 1984

## 外部連結
- 維基物種上的相關：壯鯻屬